# Kazys Petkevičius
Kazys Petkevičius (Steigviliai, 1 januari 1926 - Kaunas, 14 oktober 2008), was een Litouws voormalig professioneel basketbalspeler die twee keer zilver won op de Olympische Spelen in 1952 en 1956.

## Carrière
Petkevičius begon zijn carrière bij SKIF Kaunas dat later de naam Žalgiris Kaunas zou krijgen. Met die club won hij twee keer het Landskampioenschap van de Sovjet-Unie in 1947 en 1951. Ook werd hij tweede in 1949 en 1952 en derde in 1953. In 1953 werd hij Bekerwinnaar van de Sovjet-Unie. Petkevičius kwam uit voor het nationale team van de Sovjet-Unie. Met de Sovjet-Unie won Petkevičius twee keer zilver op de Olympische Spelen in 1952 en 1956. Hij werd Europees kampioenschap basketbal in 1947 en 1953. Hij won brons in 1955. Hij stopte in 1958 met basketbal.
Na zijn basketbalcarrière was hij hoofdcoach van Žalgiris Kaunas in (1960-1962) en hoofdcoach van de Litouwse SSR (1959-1962).

## Erelijst
- Landskampioen Sovjet-Unie: 2
  - Winnaar: 1947, 1951
  - Tweede: 1949, 1952
  - Derde: 1953
- Bekerwinnaar Sovjet-Unie: 1
  - Winnaar: 1953
- Olympische Spelen:
  - Zilver: 1952, 1956
- Europees Kampioenschap: 2
  - Goud: 1947, 1953
  - Brons: 1955